# Fear of the Dark
| 전문가 평가                      | 전문가 평가 |
| 평가 점수                        | 평가 점수   |
| 출처                             | 점수        |
| -------------------------------- | ----------- |
| AllMusic                         | [ 1 ]       |
| Collector's Guide to Heavy Metal | 4/10        |
| Sputnikmusic                     | 3.5/5       |

《Fear of the Dark》는 영국의 헤비 메탈 밴드 아이언 메이든이 발매한 아홉 번째 스튜디오 음반이다. 1992년 5월 11일에 발매된 이 음반은 영국 음반 차트 1위를 차지한 세 번째 스튜디오 발매였으며, 1999년 그가 돌아올 때까지 브루스 디킨슨이 밴드의 리드 보컬로 참여한 마지막 음반이다.
또한 베이시스트 겸 밴드 창시자인 스티브 해리스가 프로듀싱한 첫 음반이며, 마지막 음반은 프로듀서 마틴 버치의 작품을 담았다.

## 배경
롤링 스톤스 이동식 스튜디오와 함께 스티브 해리스의 사유지에 있는 헛간에서 전작(1990년 《No Prayer for the Dying》)을 녹음한 후, 부정적인 결과로 이어졌으며, 이 음반으로 인해 해리스는 이 건물을 적절한 스튜디오로 개조했다. 브루스 디킨슨은 "마틴 버치가 들어와 사운드를 감독했기 때문에 약간 개선된 것으로 보였습니다. 하지만 스튜디오에는 큰 제한이 있었어요. 단순히 물리적 크기 때문에 그런 것들이죠. 별로 나쁘지 않았지만, 아시다시피, 약간은 저점이었습니다."라고 설명했다.
57분 58초 길이의 《Fear of the Dark》는 아이언 메이든의 첫 더블 스튜디오 LP이자 디킨슨의 첫 번째 밴드에서 나온 가장 긴 음반이었다.
음반의 음악 스타일은 음반의 첫 번째 싱글로 발매된 더 무거운 스래시 스타일의 빠른 템포 곡인 〈Be Quick or Be Dead〉와 디킨슨의 첫 솔로 음반인 《Tattooed Millionaire》로 거슬러 올라가는 그룹 최초의 파워 발라드인 〈Wasting Love〉를 일부 실험으로 보여주었다. 두 곡 모두 디킨슨와 거스 콜라보레이션으로 걸프 전쟁 군인의 관점에서 바라본 해리스의 〈Afraid to Shoot Strangers〉와 대조되는 곡으로, 디킨슨은 이 곡을 반전 서술로 자주 소개했다. 〈Fear is the Key〉는 에이즈로 인한 성관계의 공포에 관한 내용이다. 이 곡은 밴드가 퀸의 리드 싱어 프레디 머큐리의 죽음에 대해 알게 될 즈음에 작곡되었다. 디킨슨은 "〈Fear Is the Key〉라는 대목이 있습니다. "누군가 유명한 사람이 죽을 때까지 아무도 신경 쓰지 않는다"라고 말합니다. 그리고 그것은 매우 슬프게도 사실입니다. 바이러스가 동성애자나 마약 중독자에게만 국한된 한 아무도 신경 쓰지 않았어요. 연예인들이 죽기 시작했을 때 비로소 대중들은 걱정을 하기 시작했습니다." 〈Weekend Warrior〉는 축구 폭력에 관한 이야기이다.
1993년에 이어 타이틀곡과 〈Afraid to Shoot Strangers〉만이 투어에서 살아남을 수 있었다. 〈Fear of the Dark〉는 2005년을 제외하고 모든 후속 투어의 세트리스트에 올랐는데, 이 밴드는 첫 4장의 음반에 수록된 곡만을 연주했다. 〈Fear of the Dark〉와 〈Faury to Shoot Strangers〉는 1980년대의 것이 아닌 Somewhere Back in Time World Tour와 Maiden England World Tour에서 연주된 유일한 곡이다. 〈Afraid to Shoot Strangers〉는 아이언 메이든과의 블레이즈 베일리의 재임 기간 동안 세트리스트에 자주 추가되었고, 2012년에 돌아왔다.
〈Be Quick or Be Dead〉, 〈From Here to Eternity〉, 〈Wasting Love〉가 싱글로 발매되었다.
기타리스트 고든 길트랩은 1978년에 같은 제목의 음반을 발매했다. 니코 맥브레인은 일찍이 길트랩의 밴드 멤버였고 1973년 그의 음반 《Giltrap》에서 활동했다. 고든 길트랩 로고는 또한 아이언 메이든의 로고와 비슷한 글꼴을 사용한다.
Fear of the Dark Tour는 음반을 지지하는 투어였다.

## 커버 아트
밴드의 전기 작가 믹 월에 따르면, 《Fear of the Dark》의 커버 아트는 그들의 마스코트인 에디를 "달에서 어슬렁거리는 노세라투 나무 형상을 하고 있다"고 묘사했다. 그것은 멜빈 그랜트의 지지로 거절된 아티스트 데릭 리그스에 의해 디자인되지 않은 최초의 그룹이었다. 아이언 메이든의 매니저인 로드 스몰우드에 따르면, 밴드는 다른 아티스트들로부터 "우리는 90년대에 에디의 수준을 높이고 싶었습니다. 우리는 그를 만화책 공포의 동물에서 데려와 좀 더 간단한 것으로 바꾸어 그가 훨씬 더 위협적이게 만들고 싶었습니다."고 다른 예술가들의 기고를 받아들이기 시작했다. 《Fear of the Dark》에 이어, 그랜트는 아이언 메이든을 위해 몇 개의 커버를 더 제작했고, 리그스에 이어 밴드에서 두 번째로 가장 빈번한 아티스트가 되었다.

## 곡 목록
| #   | 제목                          | 작사·작곡                | 재생 시간 |
| --- | ----------------------------- | ------------------------ | --------- |
| 1.  | 〈Be Quick or Be Dead〉       | 브루스 디킨슨, 야닉 거스 | 3:21      |
| 2.  | 〈From Here to Eternity〉     | 스티브 해리스            | 3:35      |
| 3.  | 〈Afraid to Shoot Strangers〉 | 해리스                   | 6:52      |
| 4.  | 〈Fear Is the Key〉           | 디킨슨, 거스             | 5:30      |
| 5.  | 〈Childhood's End〉           | 해리스                   | 4:37      |
| 6.  | 〈Wasting Love〉              | 디킨슨, 거스             | 5:46      |
| 7.  | 〈The Fugitive〉              | 해리스                   | 4:52      |
| 8.  | 〈Chains of Misery〉          | 디킨슨, 데이브 머레이    | 3:33      |
| 9.  | 〈The Apparition〉            | 해리스, 거스             | 3:53      |
| 10. | 〈Judas Be My Guide〉         | 디킨슨, 머레이           | 3:06      |
| 11. | 〈Weekend Warrior〉           | 해리스, 거스             | 5:37      |
| 12. | 〈Fear of the Dark〉          | 해리스                   | 7:16      |

## 인증
| 국가                                                                                         | 인증     | 판매량/출하량 |
| -------------------------------------------------------------------------------------------- | -------- | ------------- |
| 캐나다 (뮤직 캐나다)                                                                         | 골드     | 50,000^       |
| 프랑스 (SNEP)                                                                                | 골드     | 100,000*      |
| 이탈리아 (FIMI)                                                                              | 플래티넘 | 200,000       |
| 이탈리아 (FIMI) since 2009                                                                   | 골드     | 25,000        |
| 폴란드 (ZPAV)                                                                                | 골드     | 10,000        |
| 영국 (BPI)                                                                                   | 골드     | 100,000^      |
| *판매량을 기반으로 한 인증 · ^출하량을 기반으로 한 인증 · 판매량+스트리밍을 기반으로 한 인증 |          |               |